# Hubert Giot
Pas d'image ? Cliquez ici
Hubert Giot est un alpiniste français. Membre du GMHM de 1977 à 1996 et président du GHM de 2000 à 2005, il est guide de haute montagne, professeur de ski et de parapente à Kailash Adventure.

## Réalisations marquantes
- 1981 : Tentative de l'ascension de l'Everest par le versant tibétain stoppée à l'altitude de 8 650 m.
- 20-21 septembre 1982 : Ouverture de la deuxième partie de la directissime française à la Face Ouest des Drus avec Hervé Sachetat.
- 1986 : Première ascension de la face sud du Gyachung-Kang (Népal 7 952 m).
- 1989 : Arête Nord Ouest du Dhaulagiri (Népal 8 167 m.)
- 1992 : Record mondial de vitesse en aller-retour sur l'Aconcagua en 5h57.
- 1993 : Ouverture de Kaweskars aux Tours de Paine dans le Massif del Paine
- 1993 : Ascension de l'Everest versant népalais. Il est le 4e français au sommet de l'Everest sans oxygène.

Il est toujours le recordman de longévité au GMHM, il a participé à 13 expéditions avec cette unité.

## Fonctions occupées
- Commandant adjoint du GMHM au grade de capitaine.
- Président du GHM de 2000 à 2005.
- Secrétaire général du SNGM de 2004 à 2008